# Maskon

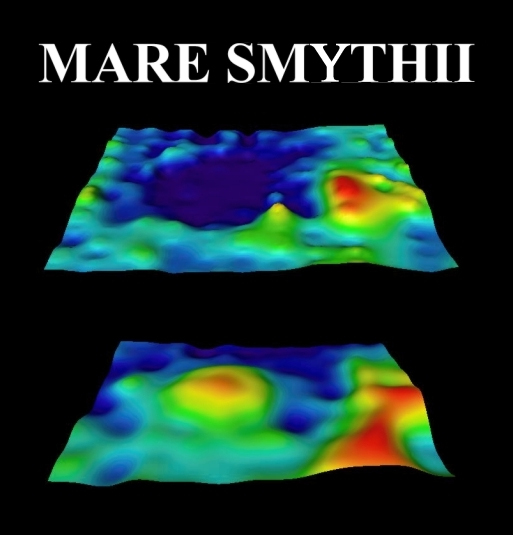
U góry topografia, u dołu natężenie pola grawitacyjnego na obszarze Mare Smythii, z widocznym maskonem

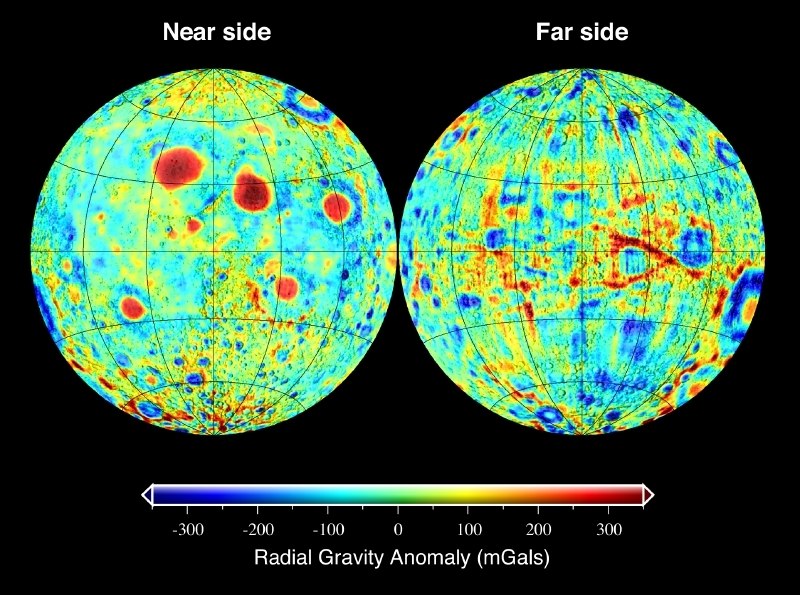
Anomalie w polu grawitacyjnym na powierzchni Księżyca

Maskon (z ang. mass concentrations) – skupisko masy, ośrodek o gęstości większej niż przeciętna, znajdujący się względnie płytko pod powierzchnią ciała niebieskiego. Maskony zostały zaobserwowane na Księżycu, Marsie i Merkurym.

## Charakterystyka i występowanie
Średnica maskonów mieści się w granicach 50–200 km. Maskony zostały odkryte w 1966 roku, o ich istnieniu wiadomo dzięki programowi badawczemu Lunar Orbiter. Można je badać dzięki precyzyjnym pomiarom orbit sztucznych satelitów, ponieważ tworzą one nieregularności w polu grawitacyjnym ciała niebieskiego, które powodują zaburzenia ruchu satelity. Na Księżycu występują pod większością kraterów uderzeniowych o średnicy większej niż 200 km. Jeżeli są one wypełnione ciemną lawą, podobnie jak morza księżycowe, występuje dodatnia anomalia pola grawitacyjnego, natomiast kraterom niewypełnionym towarzyszy anomalia ujemna (deficyt masy), związana najprawdopodobniej z wyrzuceniem materii podczas impaktu. Wartość tych anomalii mieści się w granicach +200 do -90 mgal. Powstanie maskonów nie jest do końca wyjaśnione.
10 największych znanych maskonów występuje pod powierzchnią mórz księżycowych. Obecnie uważa się, że maskony wytworzyły się na Księżycu nie później niż miliard lat po jego powstaniu. Na Merkurym również towarzyszą wielkim basenom uderzeniowym, m.in. Caloris Basin.
Choć maskony zostały zaobserwowane pod powierzchnią Księżyca, Marsa i Merkurego, to nie obserwujemy ich pod powierzchnią Wenus.